# Tragedia de Colomi de 2021
Tragedia de Colomi de 2021 es el nombre de los sucesos acontecidos como consecuencia del accidente del 2 de marzo de 2021, cuando un autobús que transitaba por la Ruta 7, entre los departamentos de Cochabamba y Santa Cruz en Bolivia cayó a un abismo al altura de la localidad cochabambina de Colomi. El accidente provocó 21 muertos y 17 heridos.

## Desarrollo
El accidente se desarrolló en el kilómetro 72 de la Ruta 7, en el lugar elbus cayó a un precipicio de 150 metros de altura. El hecho tuvo lugar en la 1 de la mañana, en la zona de Cañadón de Colomi, cerca a Ivirgarzama. Trans Carrasco era la empresa dueña del bus.

## Rescate
La Fuerza Aérea de Bolivia fue la que acudió a rescatar a las víctima del accidente, la Policía Nacional de Bolivia acudió también a brindar apoyo. Los heridos fueron trasladados a centros de salud en Colomi, Sacaba y Cochabamba.
El coronel Helsner Torrico Valdez de la policía boliviana comunicó lo siguiente:

Se tiene que lamentar hasta el momento 20 personas fallecidas y aproximadamente 13 personas heridas.

Entre los sobrevivientes se encontraba el técnico de aviación boliviano Erwin Tumiri, quién en 2016 también sobrevivió al Vuelo 2933 de LaMia.
Posteriormente las fuerzas gubernamentales identificaron que  los pasajeros sumaban 45 personas, finalmente el número de fallecidos ascendió a 21, y el de heridos a 17.

## Reacciones

### Gobierno boliviano
El presidente de Bolivia Luis Arce, mediante su cuenta oficial de Twitter, expresó sus condolencias: «Un inmenso dolor nos embarga por el accidente de la flota, en la carretera Cochabamba - Santa Cruz, que dejó al menos 20 personas fallecidas. Acompañamos el pesar de las familias en estos difíciles momentos.»

### Sociedad electoral
El impacto de la tragedia, junto al accidente en la Universidad Pública de El Alto ocurrida el mismo día, llevó a que algunos partidos participantes en las elecciones subnacionales de 2021 cerraran anticipadamente sus campañas.